# Hilara paludosa
Hilara paludosa är en tvåvingeart som beskrevs av Becker 1910. Hilara paludosa ingår i släktet Hilara och familjen dansflugor. Inga underarter finns listade i Catalogue of Life.